# Virginia Slims of Seattle 1978
Il Virginia Slims of Seattle 1978 è stato un torneo di tennis giocato sul sintetico indoor. È stata la 2ª edizione del torneo, che fa parte del WTA Tour 1978. Si è giocato a Seattle negli USA dal 6 al 12 febbraio 1978.

## Campionesse

### Singolare
Martina Navrátilová ha battuto in finale  Betty Stöve con il punteggio di 6–1, 1–6, 6–1

### Doppio
Kerry Reid /  Wendy Turnbull hanno battuto in finale  Patricia Bostrom /  Marita Redondo con il punteggio di 6–2, 6–3